# Ivančice
Ivančice (en alemán: Eibenschutz) es una ciudad a las afueras del distrito de Brno, en la región de Moravia Meridional. Se encuentra a 20 kilómetros al suroeste de Brno en la confluencia de los ríos Jihlava, Oslava y Rokytná. Tiene una población de aproximadamente 10.000 habitantes. Se trata de una ciudad con una tradición de producción de vino. 

## Toponimia
El nombre Ivančice proviene de la palabra Ivaň o Na Ivani, así se llamaba el castillo situado en la colina de Réna, al sur de la ciudad. En el dialecto que se habla en esa zona también se usa el nombre Vančice o Vangl.

## Historia
Ivančice fue fundada a principios del siglo XIII, la primera noticia de la existencia de la ciudad viene del año 1221 de un tal cura Mikuláš de Ivančice. Desde el año 1848 en adelante, Ivančice fue el centro de la vida agrícola de la región. En el año 1859 también se fundó un hospital.
En el año 1949 los pueblos cercanos de Alexovice, Letkovice y Němčice se unieron a la ciudad.
Entre las décadas de 1820 y 1970 se cultiva el espárrago en las afueras de la ciudad. Desde los años 90 del siglo XX se celebran las fiestas del espárrago, además, hay un pequeño jardín dedicado a esta verdura. 
El casco histórico de la ciudad es de interés cultural. En la Plaza Palacký se encuentran muchos edificios históricos. Por ejemplo, la casa de Frušauer, de una planta con dos alas a los lados de la entrada, columnas toscanas y un portón decorativo renacentista. También hay una fuente de principios del siglo XVIII con una estatua de San Florián y una columna de la Santísima Trinidad.
La Iglesia de la Asunción de la Virgen María es un edificio gótico de los siglos XIV y XV. La torre es uno de los monumentos más panorámicos de la ciudad. Originalmente estaba sola y tenía función de protección de la ciudad.

## Patrimonio
La Iglesia de estilo romano de San Pedro y San Pablo en Řeznovice es única en todo el país por su arquitectura original. Fue construida aproximadamente en el aňo 1160, la nave renacentista es del año 1505.
La Capilla de la Santísima Trinidad originalmente era una capilla del cementerio del año 1560, en ese mismo año fue añadida la torre con el coro. Se trata de una construcción con una nave,  un ábside y una torre prismática en el oeste. Justo debajo de la torre hay un portón renacentista, y dentro de él un altar del año 1655 y una pintura de la Santísima Trinidad pintada por Alfons Mucha.
La Capilla de la Peregrinación de Santiago es uno de los lugares más altos de los alrededores de la ciudad. Originalmente fue construida en el año 1481, en la parte superior hay un Vía Crucis del siglo XIX.
El cementerio judío es de los más antiguos de la República Checa, hay más de 1500 lápidas sepulcrales construidas desde mediados del siglo XVI hasta el año 1946. También hay un cementerio de las víctimas de las persecuciones raciales de la Segunda Guerra Mundial.